# Hyacinthella atropatana
Hyacinthella atropatana är en sparrisväxtart som först beskrevs av Aleksandr Alfonsovitj Grossgejm, och fick sitt nu gällande namn av Elena V. Mordak och Zakhar. Hyacinthella atropatana ingår i släktet Hyacinthella och familjen sparrisväxter. Inga underarter finns listade i Catalogue of Life.